# Lamborghini Pregunta
El Lamborghini Pregunta es un prototipo de automóvil que fue presentado por la marca de automóviles italiana Lamborghini  por primera vez al público en junio de  1998. Realizaron una sola unidad en Turín (Italia) a partir del Lamborghini Diablo, la cual fue diseñada por el carrocero franco-italiano Heuliez Torino, bajo la dirección de Marc Deschamps.
El Pregunta iba equipado con el potente motor del Lamborghini Diablo, un V12 de 5.7 litros y 530 CV.
Fue presentado en el Salón del Automóvil de París de 1998 y en el Salón del Automóvil de Ginebra de 1999. 